# Литвинов В'ячеслав Георгійович
В'ячеслав Георгійович Литвинов (рос. Вячеслав Георгиевич Литвинов, нар. 1 квітня 2001, Анапа, Росія) — російський футболіст, центральний захисник клубу «Сочі».

## Ігрова кар'єра

### Клубна
В'ячеслав Литвинов є вихованцем футбольної академії клубу «Краснодар». У липні 2019 року футболіст дебютував у молодіжній команді «Краснодара» в молодіжній першості Росії.  У березні 2020 року Литвинов вперше вийшов на поле у турнірі ФНЛ у складі «Краснодара-2».
Першу гру у Прем'єр-лізі Литвинов провів 31 жовтня 2020 року і став першим польовим гравцем вихованцем клубної академії футболу, хто дебютував у чемпіонаті з перших хвилин матчу.

### Збірна
У 2018 році В'ячеслав Литвинов провів 8 товариських матчів у складі юнацької збірної Росії (U-18).